# バルバラ・マティッチ
バルバラ・マティッチ（Barbara Matić 1994年12月3日- ）はクロアチアのスプリト出身の柔道選手。階級は70kg級。妹は78kg級のブリギタ・マティッチ。

## 経歴
柔道は6歳の時に始めた。
2009年の世界カデ63kg級で3位となった。2010年のヨーロッパカデで優勝すると、ユースオリンピックでは準決勝で田代未来に肩固で敗れるも3位に入った。2011年には階級を70kg級に上げると、ヨーロッパジュニアでは3位となった。2012年にはヨーロッパジュニアとU23ヨーロッパ選手権で2位となった。2013年のヨーロッパジュニアでは優勝すると、世界ジュニアでも決勝で新井千鶴に大内刈で一本勝ちして優勝を飾った。なお、1つ年下の妹であるブリギタも78kg級で銅メダルを獲得した。団体戦では準決勝で日本チームに2－3で敗れるが3位となった。この活躍が評価されて大統領のイヴォ・ヨシポヴィッチから表彰を受けることになった。
2014年の世界選手権では準決勝でヌンイラ華蓮に腕挫十字固で敗れるなどして5位にとどまった。世界ジュニアでは2連覇を達成した。なお、2015年の世界ジュニアでは妹のブリギタが78kg級で優勝したことにより、世界ジュニアでは田知本愛、田知本遥姉妹に続く史上2組目の姉妹優勝を果たすこととなった。2016年のリオデジャネイロオリンピックでは初戦で敗れた。地元で開催されたグランプリ・ザグレブでは優勝を飾った。2017年には世界ランク上位選手が集まるワールドマスターズで2位になった。2018年のグランドスラム・デュッセルドルフでも2位だった。
2021年の世界選手権では決勝で大野陽子を技ありで破って、クロアチアの選手で初となるシニアの世界チャンピオンになった。7月に日本武道館で開催された東京オリンピックでは準々決勝でオーストリアのミヒャエラ・ポレレスに敗れるなどして5位に終わった。2022年の世界選手権では準決勝で田中志歩に反則勝ちすると、決勝では同じクロアチアのララ・ツヴェトコを腕挫十字固で破って世界選手権2連覇を達成した。2023年の世界選手権では準決勝で新添左季に敗れて3位にとどまり、今大会3連覇はならなかった。地元で開催されたグランプリ・ザグレブでは、決勝でツヴェトコに技ありで敗れて2位だった。
2024年にはグランプリ・オディベーラス、グランドスラム・バクー、グランドスラム・トビリシ、ヨーロッパ選手権で優勝した。
同年7月31日、パリで開催されたオリンピック柔道女子70キロ級に出場、決勝でドイツのミリアム・ブトケライトを技ありで破って金メダルを獲得した。なお、柔道ではクロアチアの男女通じて史上初のオリンピックのメダル獲得となった。一方で、地元のル・パリジャンやイギリスのザ・サンなどが準々決勝でスペインのアイ・ツノダ・ロウスタントに勝利した際、マティッチの父親が大会の女性ボランティアの口に同意なくキスをし、被害を受けた女性から告訴されたと報道された。パリ警察は翌日8月１日に父親の身柄を拘束し性的暴行の容疑で逮捕したことを発表。パリ検察庁も告訴状を受け取ったことを認めた。マティッチ本人はこの件に関してのコメントを控えている。
IJF世界ランキングは5554ポイント獲得で2位(24/7/22現在)。

## 主な戦績
63kg級での戦績
- 2009年 - ヨーロッパカデ選手権　7位
- 2009年 - 世界カデ　3位
- 2010年 - ヨーロッパカデ選手権　優勝
- 2010年 - ユースオリンピック　3位

70kg級での戦績
- 2011年 - ヨーロッパジュニア　3位
- 2011年 - 世界ジュニア　5位
- 2011年 - U23ヨーロッパ選手権　5位
- 2012年 - ヨーロッパジュニア　2位
- 2012年 - U23ヨーロッパ選手権　2位
- 2013年 - ヨーロッパオープン・プラハ　5位
- 2013年 - ヨーロッパ選手権　5位
- 2013年 - グランプリ・リエカ　5位
- 2013年 - ヨーロッパジュニア　優勝
- 2013年 - 世界ジュニア　個人戦　優勝　団体戦　3位
- 2014年 - グランプリ・トビリシ　優勝
- 2014年 - ヨーロッパ選手権　3位
- 2014年 - グランプリ・ハバナ　3位
- 2014年 - グランプリ・ブダペスト　2位
- 2014年 - 世界選手権　5位
- 2014年 - グランプリ・ザグレブ　3位
- 2014年 - ヨーロッパジュニア　2位
- 2014年 - 世界ジュニア　優勝
- 2015年 - グランドスラム・アブダビ 5位
- 2015年 -　グランプリ・青島　優勝
- 2015年 -　グランプリ・チェジュ　3位
- 2016年 -　グランプリ・ハバナ　5位
- 2016年 - グランプリ・ウランバートル　3位
- 2016年 - グランプリ・ザグレブ　優勝
- 2017年 -　グランドスラム・バクー　3位
- 2017年 -　グランプリ・アンタルヤ　3位
- 2017年 - ヨーロッパ選手権　個人戦　3位　団体戦　3位
- 2017年 -　グランプリ・フフホト　3位
- 2017年 -　グランプリ・ザグレブ　5位
- 2017年 -　ワールドマスターズ　2位
- 2018年 -　グランドスラム・デュッセルドルフ　2位
- 2018年 -　グランドスラム・エカテリンブルグ　3位
- 2019年 - ヨーロッパオープン・クルジュ＝ナポカ　3位
- 2019年 - ヨーロッパ競技大会　3位
- 2020年 -　グランドスラム・ブダペスト　優勝
- 2021年 -　グランドスラム・タシケント　2位
- 2021年 -　グランドスラム・アンタルヤ　2位
- 2021年 -　世界選手権　優勝
- 2021年 -　東京オリンピック　5位
- 2021年 -　グランドスラム・パリ 2位
- 2022年 -　グランドスラム・パリ 3位
- 2022年 -　グランドスラム・ブダペスト　2位
- 2022年 -　世界選手権　優勝
- 2023年 -　グランドスラム・タシケント　2位
- 2023年 -　グランドスラム・アンタルヤ 2位
- 2023年 -　世界選手権　3位
- 2023年 -　グランプリ・ザグレブ　2位
- 2023年 -　グランドスラム・バクー　3位
- 2023年 - ヨーロッパ選手権　3位
- 2024年 -　グランプリ・オディベーラス　優勝
- 2024年 -　グランドスラム・パリ　3位
- 2024年 -　グランドスラム・バクー　優勝
- 2024年 -　グランドスラム・トビリシ　優勝
- 2024年 -　ヨーロッパ選手権　優勝
- 2024年 - パリオリンピック　優勝

(出典、JudoInside.com)